# マチュリシチ空軍基地
マチュリシチ空軍基地（マチュリシチくうぐんきち）は、ミンスク州マチュリシチに位置する、ベラルーシ空軍および防空軍の基地である。An-26、Il-76MD輸送機、Mi-8輸送ヘリコプター、Mi-24攻撃ヘリコプターを運用する第50統合航空基地が所在している。
2023年2月26日にベラルーシ反体制派が無人航空機（ドローン）を使用して基地を攻撃し、駐機していたロシア航空宇宙軍のA-50早期警戒管制機に損傷を与えたが、ベラルーシ政府は偽情報との認識を示している。

## 所在部隊
- 第50統合航空基地[4]
  - 第1飛行隊 - An-26、Il-76MD[1]
  - 第2飛行隊 - Mi-24K/R/P[1]
  - 第3飛行隊 - Mi-24K/R/P[1]
  - 第4飛行隊 - Mi-8MT/MTV-5/PP/MTPI/SMV[1]
  - 第5飛行隊 - Mi-8MT/MTV-5/PP/MTPI/SMV[1]